# 豊四季村
豊四季村（とよしきむら）は千葉県の北西部、東葛飾郡に属していた村。

## 歴史

### 村名由来
小金牧の4番目の入植地であることと、四季を通して豊かな実りを願望したことから。

### 沿革
かつて葛飾郡ののち東葛飾郡に属した。
- 江戸時代 - 上野牧および高田台牧が置かれる。
- 1873年（明治6年） - 大区小区制による分画の際、東葛飾郡下の柏村、戸張村、篠籠田村、松ヶ崎村、高田村、豊四季村は第12大区8小区に、印旛郡下の諸村は第13大区3小区に編入される。
- 1878年（明治11年） - 郡区町村編制法施行の際、（東葛飾郡）柏村・戸張新田・豊四季村連合を組成。
- 1884年（明治17年） - 戸長役場所轄区域更定の際、（東葛飾郡）柏村、戸張村、篠籠田村、松ヶ崎村、豊四季村の単位で、同一の戸長役場の所轄に属した。
- 1889年（明治22年）10月1日 - 町村制施行により、千代田村・豊四季村組合が成立。
村組合を組織する方針をとったのは、「…豊四季村と千代田村との関係について甲（=豊四季村）は新開墾地にして、乙（=千代田村）は故村なり。自然生活の状態も相異るを以って、一概に之を合併せしむべからざる事情あり…」[1]という理由による。
- 1911年（明治44年）5月9日 - 千葉県営軽便鉄道（現・東武野田線）豊四季駅が開設される。
- 1914年（大正3年）10月10日 - 組合を解消し千代田村が発足。同日豊四季村廃止。